# Ovčácký vrch
Ovčácký vrch (německy Schäferberg, 622 m) je zalesněný vrch nacházejí se v Lužických horách mezi obcemi Horní Prysk (severovýchodně asi 1 km) a Mlýny (asi 1,5 km jižním směrem).

## Popis
Jedná se o relativně výraznou čedičovou kupu porostlou převážně listnatým lesem (javor, buk, habr, jeřáb), s výskytem kamenných suťových polí a malým kamenným hřbítkem na jeho vrcholku. Asi 500 metrů severně od něj se v jeho sousedství nalézá menší a plošší Tetřeví vrch (570 m), někdy též známý pod dřívějším názvem Kohout. Oba vrcholy leží v katastrálním území Horní Prysk. Výhled z vrcholu hory je kvůli vzrostlým stromům dosti omezený.
V geomorfologickém členění náleží pod Kytlickou hornatinu (IVA-2B), její okrsek Klíčská hornatina (IVA-2B-a).

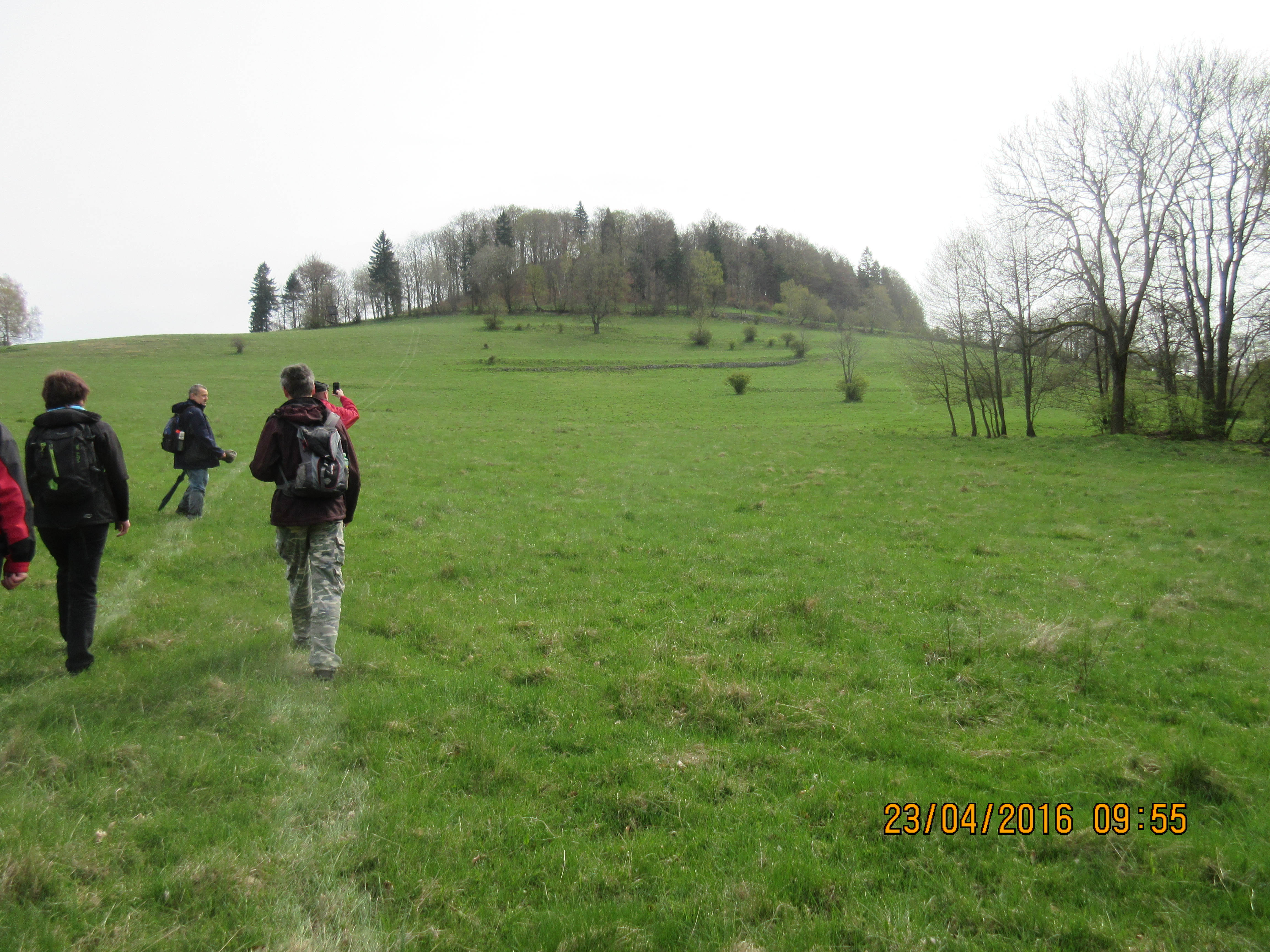
Vrch od Horního Prysku

## Přístup
Vrch obtáčí z východního úbočí přes jižní a západní modře značená turistická trasa z Horního do Dolního Prysku. Z Horního Prysku do Mlýnů po západní straně Ovčáckého vrchu vede trasa značená žlutě.